# 황대헌
황대헌(黃大憲, 1999년 7월 5일~)은 대한민국의 남자 쇼트트랙 선수이다. 2018년 동계 올림픽 쇼트트랙 남자 500m 종목에서 은메달을 획득하였으며, 2022년 동계 올림픽 쇼트트랙 남자 1500m 종목에서 금메달, 남자 5000m 계주에서 은메달을 획득했다. 2025년 기준으로 남자 1000m에서 세계 신기록(1분 20.875초)과 올림픽 신기록(1분 23.042초)을 보유하고 있다.
2022년 베이징 동계 올림픽에서의 성과로 국가올림픽위원회연합(ANOC)에서 주관하는 'The ANOC Awards 2022' 시상식에서 최우수 남자 선수상을 수상하였다. 한국 남자 쇼트트랙 선수로는 최초로 올림픽 3회 연속 개인전에 출전하는 기록을 세웠다.

## 출신 학교
- 안일초등학교
- 부림중학교
- 부흥고등학교
- 한국체육대학교

## 주요 경력
- 2016년 릴레함메르 동계청소년올림픽 쇼트트랙 1000m 경기에서 금메달을 획득하였다.
- 2016년 월드컵 2차 대회(솔트레이크시티) 1000m 패자부활전 경기에서 17살 나이로 세계 신기록을 달성하였다.[3]
- 2016년 월드컵 6차 대회 1000m 경기에서 첫 시니어 무대 개인전 금메달을 획득하였다.
- 2018년 평창 동계 올림픽 쇼트트랙 500m 경기에서 은메달을 획득하였다.
- 2018년과 2019년 세계선수권 500m에서 2년 연속 금메달을 획득하였다.
- 2020년 4대륙 쇼트트랙 선수권 대회에서 4관왕을 달성하면서 초대 우승자가 되었다.[4]
- 2022년 베이징 동계 올림픽 쇼트트랙 1500m에서 금메달을 획득했다.
- 2022년 베이징 동계 올림픽 쇼트트랙 5000m 계주에서 은메달을 획득했다.

## 개인사
- 선수 소개를 하는 타임에 고글을 입에 물고 손인사를 하는 것이 트레이드 마크다.
- 2019년 10월 23일 ISU 홈페이지에 올라온 기사에 의하면 존경하는 선수는 노진규와 빅토르 안이다.
- 박장혁, 이준서와 함께 쇼트트랙 선수들 중 키가 가장 큰 편이다.
- 2021년 5월 모교인 부흥고등학교에 교생실습을 가서 한 달 동안 학생들과 함께 지내기도 하였다.
- 팀 삼성 갤럭시 영상을 보면 리그 오브 레전드를 즐겨 하는 것으로 보인다.
- 블랙핑크 제니의 팬인데, 제니에게 영상편지를 보내라고 하니 굉장히 수줍어하는 모습을 보였다.
- BBQ 황금올리브 치킨을 가장 좋아한다고 밝혔고, 대한빙상경기연맹 회장이자 제네시스 BBQ그룹 회장인 윤홍근 회장으로부터 만 60세까지 먹을 수 있는 ‘치킨 연금’을 수여받았다. 제네시스 BBQ는 '치킨 연금'이란 단어를 상표권 등록하기도 했다.[5]
- 2022 베이징 동계올림픽 1500m 금메달리스트가 된 후 정당한 결과에 승복하지 못하는 중국 네티즌들로부터 무분별한 악플 테러를 받았다.

## 방송
- 2022년 tvN 《유 퀴즈 온 더 블럭》 - 게스트 (with 곽윤기, 이준서, 박장혁, 김동욱)
- 2022년 MBC 《황금어장 라디오스타》 - 게스트 (with 곽윤기, 박장혁, 이준서, 김동욱)
- 2022년 SBS 《집사부일체》 - 게스트 (with 최민정)
- 2022년 MBC 《호적메이트》 - 게스트
- 2022년 MBC 《안싸우면 다행이야》 - 게스트 (with 차준환)
- 2022년 MBC 《도포자락 휘날리며》 - 고정 (with 김종국, 지현우, 주우재, 노상현)

## 같이 보기
- 2018년 동계 올림픽 메달리스트 목록
- 2022년 동계 올림픽 쇼트트랙 판정 논란